# لوسیانو نارسینگ
لوسیانو نارسینگ (هلندی: Luciano Narsingh; زاده ۱۳ سپتامبر ۱۹۹۰) بازیکن فوتبال اهل هلند است.در جریان لیگ قهرمانان اروپا ۱۶–۲۰۱۵ در مرحله یک هشتم نهایی در حالی که با آیندهوون در برابر اتلتیکو به  ضربات پنالتی رسیده بود پنالتیش را از دست داد تا اتلتیکو ۹-۸ به ۱/۴ نهایی برود دو روز پس از این اتفاق مادرش توسط عده ای هوادار افراطی باشگاه فوتبال پی‌اس‌وی آیندهوون در شهر آیندهوون هلند مورد تجاوز گروهی واقع شد و منجر بارداری ناخواسته مادر وی شده که مادر وی مجبور به سقط جنین شد. (چند ماه بعد اتلتیکو به فینال رسید و در ضربات پنالتی اولین جام اروپایی خود را به رئال مادريد واگذار کرد و در شبکه های اجتماعی و خبرگزاری های هلندی گفته شد که خوانفران پنالتی خراب کرد ولی هیچکس چنین بلایی سر مادر وی نیاورد.)
همچنین حذف وی به همراه باشگاه فوتبال سیدنی در گروهی جام باشگاه های آسیا ۲۰۲۲ توسط هواداران استرالیایی با توهین هایی در فضای مجازی با مادر وی و آن اتفاق در هلند مواجه شد.

## تیم ملی
وی سابقه ۱۶ بازی و ۴ گل ملی برای تیم ملی فوتبال هلند در کارنامه دارد، همچنین پست تخصصی او، مهاجم است.